# Bloomfield (Nova Jérsei)
Bloomfield é uma Região censo-designada localizada no estado americano de Nova Jérsei, no Condado de Essex.

## Demografia
Segundo o censo americano de 2000, a sua população era de 47.683 habitantes.

## Geografia
De acordo com o United States Census Bureau tem uma área de 
13,8 km², dos quais 13,8 km² cobertos por terra e 0,0 km² cobertos por água. Bloomfield localiza-se a aproximadamente 274 m acima do nível do mar.

## Localidades na vizinhança
O diagrama seguinte representa as localidades num raio de 8 km ao redor de Bloomfield. 